# رانجیت گوها
رانجیت گوها (به انگلیسی: Ranajit Guha) (متولد ۱۹۲۳ میلادی - مرگ ۲۸ آوریل ۲۰۲۳) در هند و مقیم بریتانیا، مورخ هندی و پیرو مکتب تاریخ فرودستان. اصطلاح «فرودستان» (به انگلیسی: subaltern) را همچون اصطلاح هژمونی، آنتونیو گرامشی وضع کرده است.
رانجیت گوها مؤلف کتاب‌های تاریخی متعدد از زندگی و سرگذشت فرودستان جامعه است. کسانی که معمولاً صدای آنان در تاریخ‌های رسمی که بازتاب زندگی نخبگان است، شنیده نمی‌شود.